# Louis-Marie Colignon
Pour les articles homonymes, voir Colignon.
Louis-Marie Colignon est un architecte et spéculateur immobilier français né à Paris le 18 mars 1726, où il est mort le 30 décembre 1793.

## Principales réalisations
- Hôtel de La Vaupalière, 85 rue du Faubourg-Saint-Honoré, Paris : Construit en en 1768 par Colignon sur un terrain lui appartenant et aussitôt loué au marquis de La Vaupalière. Tout indique que l'opération avait un caractère spéculatif. La demeure est trop luxueuse pour avoir été conçue au départ comme celle d'un architecte ; elle a dû être destinée dès l'origine à la résidence d'un riche particulier. La façade sur cour a été altérée au XIXe siècle pour le comte Molé. En revanche, la façade sur jardin est restée intacte, ainsi que l'escalier et une partie des décors intérieurs.
- Folie de Chartres, pavillon octogonal à deux étages construit en 1773 pour le duc de Chartres sur un terrain d'un hectare à « Mousseau » (aujourd'hui Parc Monceau) (détruit). Colignon créé également, sur ce terrain, un jardin à la française. Il ne reste rien de cet ensemble.
- Chapelle Saint-Joseph, dite de la visitation, Moulins